# SSX On Tour
SSX On Tour（SSX on Tour、エスエスエックス・オン・ツアー）は、2005年に発売されたスノーボードアクションゲーム。SSXシリーズのひとつ。
PlayStation 2、ニンテンドー ゲームキューブ、Xbox、PlayStation Portableのプラットフォームで発売され、このうちXbox版は日本国内では未発売。また、日本においては、GC版は『SSX On Tour with マリオ』、PSP版は『SSX On Tour ポータブル』のタイトルで発売された。

## 概要
- 走行中にトリックを決めることによりアドレナリンメーターというゲージにポイントが溜まり、ブーストが使えるようになる。
- 走行中に相手を殴り倒すことでもゲージをためることができる

### GC版の特徴
GC版のみ、任天堂のキャラクターであるマリオ、ルイージ、ピーチがキャラクターとして登場している。これは「NBAストリートV3」のゲームキューブ版でも見られる。マリオとルイージはスノーボード、ピーチはスキー専用キャラクターである。

## 前作との相違点
- 今作からスキーもプレイできるようになった。
- PS2版の3ではトリック時にスローモーションがかかっていたが、スピード感を損なうことから不評であったため、本作ではかからなくなった。
- 他にも、モンスタートリックや、多彩なトリックが増えている。
- ゲームのテーマも変わり「無茶しようぜ！」である。